# Chaetonotus scutatus
Chaetonotus scutatus is een buikharige uit de familie Chaetonotidae. De wetenschappelijke naam van de soort werd in 1937 voor het eerst geldig gepubliceerd door Saito. De soort wordt in het ondergeslacht Chaetonotus geplaatst.